# Jenera (Ohio)
Jenera es una villa ubicada en el condado de Hancock en el estado estadounidense de Ohio. En el Censo de 2010 tenía una población de 221 habitantes y una densidad poblacional de 316,03 personas por km².

## Geografía
Jenera se encuentra ubicada en las coordenadas 40°53′58″N 83°43′37″O / 40.89944, -83.72694. Según la Oficina del Censo de los Estados Unidos, Jenera tiene una superficie total de 0.7 km², de la cual 0.7 km² corresponden a tierra firme y (0%) 0 km² es agua.

## Demografía
Según el censo de 2010, había 221 personas residiendo en Jenera. La densidad de población era de 316,03 hab./km². De los 221 habitantes, Jenera estaba compuesto por el 99.1% blancos y el 0.9% pertenecían a dos o más razas. Del total de la población el 0.9% eran hispanos o latinos de cualquier raza.